# Zentralasien

Karte Zentralasiens (englischsprachige Beschriftung)

Zentralasien oder Mittelasien ist eine zusammenfassende Bezeichnung für die Großregion im Zentrum des Kontinentes Asien. Im Laufe der letzten Jahrzehnte haben sich die Vorstellungen, welche Länder dazugehören sollen, immer wieder geändert.

## Abgrenzung und Begriffe

Zentralasien im weiteren Sinne

Zentralasien im engeren Sinne

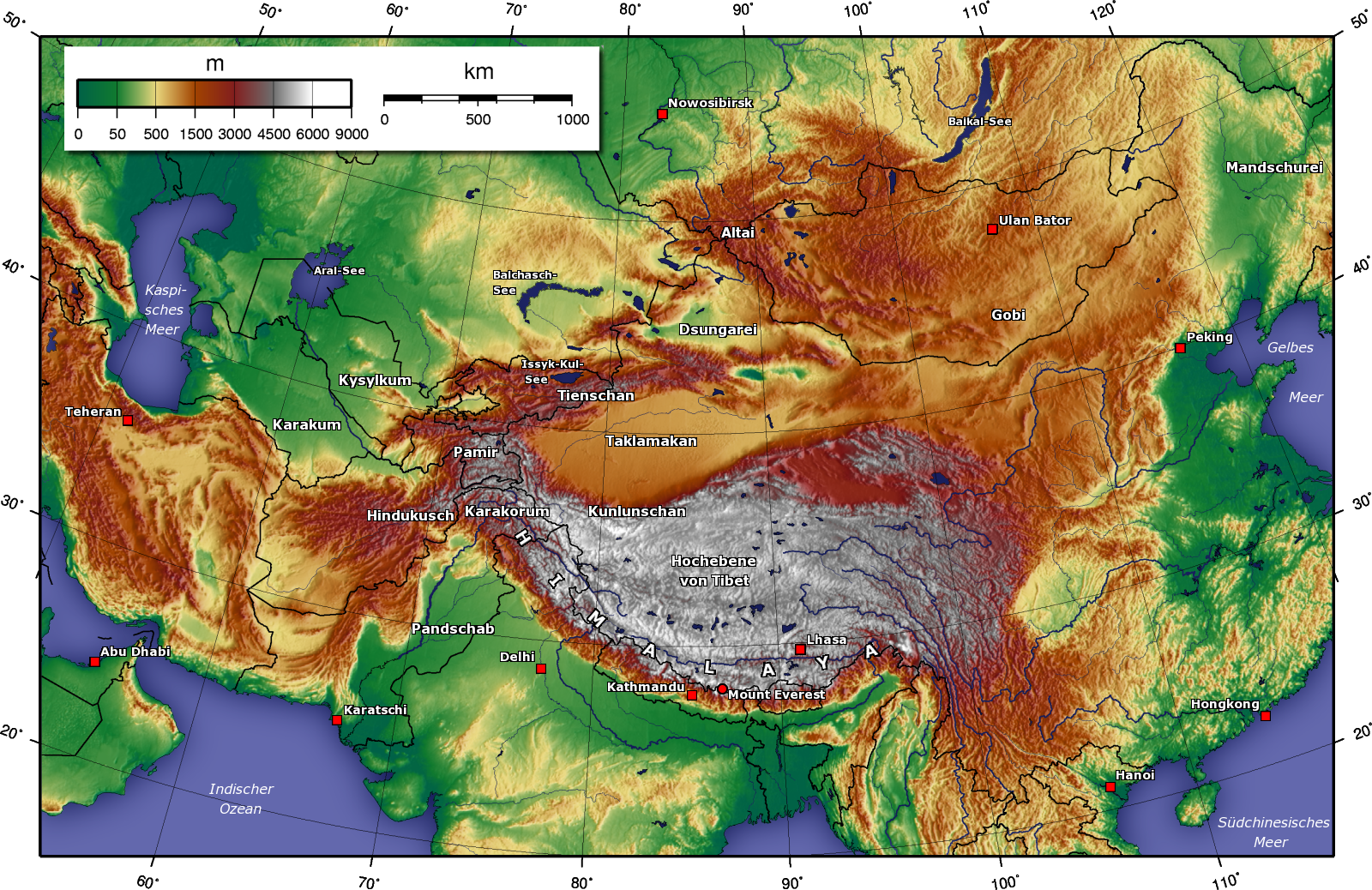
Topographie Zentralasiens

Zu Zentralasien werden heute im engeren Sinne zumeist Kasachstan, Kirgisistan, Usbekistan, Tadschikistan und Turkmenistan gezählt. Im Jahr 2012 hatten diese fünf Staaten 64,7 Millionen Einwohner. Diese Einteilung Zentralasiens wird, neben anderen, von der UN-Statistikkommission (UNSD) verwendet.
Manche Darstellungen ergänzen in wechselnden Zusammenstellungen Afghanistan, die Mongolei, das östliche Iran, das nördliche Pakistan, Kaschmir sowie Xinjiang und Tibet im westlichen China. Dem entspricht die umfassendere Definition von Zentralasien durch die UNESCO: Sie umfasst neben dem zentralasiatischen Wüsten- und Steppenraum auch die innerkontinentalen Hochgebirgsräume Hochasiens.
Eine weitergehende Definition rechnet zu Zentralasien alle Staaten bzw. Regionen, die keinen Zugang zum Ozean haben, bzw. die Regionen im Inneren Asiens, deren Flüsse nicht in einen Ozean entwässern. Nach dieser Sichtweise kommen zu den fünf oben genannten Staaten noch die Randstaaten am Kaukasus Armenien, Aserbaidschan, Georgien und die bereits vorher genannte Mongolei dazu.
Unter Geographie- und Sozialwissenschaftlern ist heute jedoch die Definition Zentralasiens als die fünf Länder auf „-stan“ der ehemaligen Sowjetunion plus Afghanistan am weitesten verbreitet und allgemein anerkannt.
Geografisch würde auch der an Kasachstan grenzende Süden Russlands dazugehören.
Früher bezeichnete man Zentralasien entweder aufgrund der türkischen Bevölkerung als Land der Tataren (Tatarei), aufgrund der politischen Dominanz tadschikischer Bevölkerungsteile als Buchara oder im Zuge der russischen Kolonisation als Turkestan, wobei man im letzteren Fall zwischen West- und Ostturkestan, sowie Nordturkestan unterschied. Teilweise wurden auch das südlicher gelegene Südturkestan, Afghanistan sowie im Osten die (äußere) Mongolei und die Wüste Gobi (Innere Mongolei) zu Zentralasien gezählt.

### CAC-Länder
Die Central Asia and Caucasus (kurz: CAC) Länder sind acht Staaten, von denen fünf zu Zentralasien und drei zum Südkaukasus in Vorderasien gehören. Zu Zentralasien zählen Kasachstan, Kirgisistan, Tadschikistan, Turkmenistan und Usbekistan, zum Kaukasus Armenien, Aserbaidschan und Georgien.

### Mittelasien, Zentralasien, Innerasien

Ehemals sowjetisches Zentralasien (politisch), 2010

Russische beziehungsweise sowjetische Geographen unterscheiden zwischen „Mittelasien“ (Srednjaja Asija), das die damaligen Sowjetrepubliken Usbekistan, Kirgisistan, Turkmenistan und Tadschikistan umfasst, und „Kasachstan“, das eine Sonderstellung einnahm, sowie dem kaum genutzten Begriff „Zentralasien“ (Zentralnaja Asija). Letzteres umfasst nach dieser Definition die Mongolei und die zentralasiatischen Teile Chinas. In Anlehnung an diesen russischen Sprachgebrauch wurde auch in der DDR zwischen Mittelasien und Zentralasien unterschieden. In der Bundesrepublik war als Sammelbegriff für das Gebiet der damaligen Kasachischen, Kirgisischen, Tadschikischen, Turkmenischen und Usbekischen Sozialistischen Sowjetrepublik der Ausdruck „Sowjetisch-Mittelasien“ gebräuchlich.

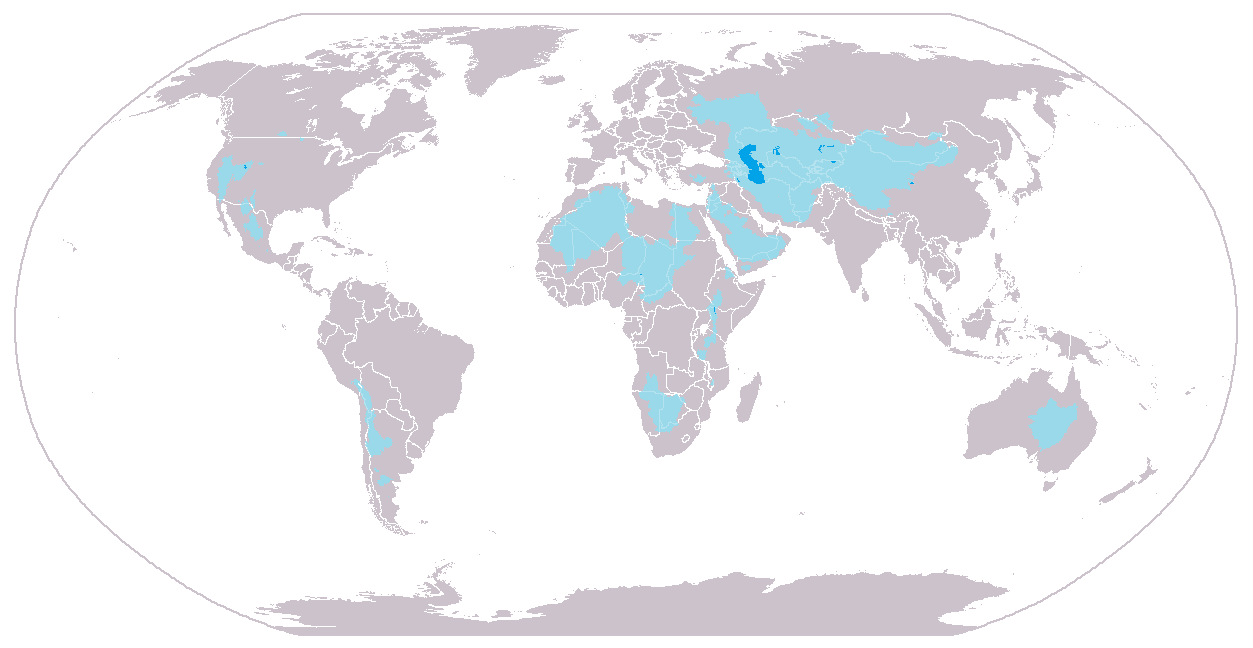
Das riesige innerasiatische endorheische Becken

Im außerdeutschen westeuropäischen Sprachgebrauch wurden die Begriffe Zentralasien und Mittelasien oft synonym verwendet, Innerasien hingegen von diesen unterschieden. Zu Innerasien im engeren Sinne werden nur Sinkiang (Ostturkestan), die Äußere Mongolei, Tibet sowie die Republik Tuwa im sibirischen Russland gezählt. Im weiteren Sinne umfasst es aber das gesamte Innerasiatische Becken, die hydrographisch von allen Ozeanen isolierte (endorheische) Senke von der Gegend um Moskau über das Kaspische Meer bis in die Mongolei und unweit des Golfs von Bengalen.
Neuerdings – mehr politisch als geografisch – wird der Begriff „Zentralasien“ oft auch auf die fünf heute selbstständigen im Zentrum Asiens gelegenen ehemaligen Sowjetrepubliken beschränkt.

## Geschichte
Zentralasien war im Altertum und Mittelalter geprägt von Stammesgesellschaften, die teils Großreiche bilden konnten bzw. in den Bereich der chinesischen, indischen, iranischen und europäischen Hochkulturen einfielen. Als Beispiele seien die Skythen, Xiongnu, Hunnen, Saken, Wusun und Mongolen genannt.
Die Geschichte Zentralasiens weist einige Besonderheiten auf, dazu gehören unter anderem das Zusammenspiel von Nomaden und Sesshaften (Ackerbau, Städte), die sehr hohe Bedeutung des Pferdes und die Besonderheit von Steppenreichen. Zentralasien war zudem ein bedeutender Kreuzungspunkt vieler Einflüsse der umgebenden Kulturen vom Mittelmeerraum im Westen über den iranischen und indischen Kulturraum bis nach China im Osten. Nicht nur Waren, sondern auch technische, kulturelle und religiöse Ideen wurden ausgetauscht. Die kulturhistorische Bedeutung Zentralasiens „...bestand darin, weite und dichte Landverbindungen, Kommunikations- und Verkehrssysteme zwischen den großen Kulturen der Alten Welt zu schaffen und damit selbst zur multikulturellen Begegnungs- und Austauschstätte zwischen den antiken und mittelalterlichen Kulturen des Mittelmeers, Mesopotamiens und Irans sowie Indiens und Ostasiens gewordenen zu sein.“

### Steinzeit
Zentralasien war bereits im Pleistozän besiedelt. Die ältesten Hinweise auf die Anwesenheit früher Menschen reichen rund eine Million Jahre zurück und fanden sich in Kuldara in der heutigen Provinz Chatlon im Süden Tadschikistans. In der gleichen Region deckt das Löss-Paläolithikum am Obi-Mazar das Besiedlungsgeschehen und die kulturelle Entwicklung des Menschen anhand der Steinartefakte über einen Zeitraum von vor 600.000 bis vor 100.000 Jahren ab. Außerhalb des sogenannten „Löss-Paläolithikums“ liegt in Kasachstan ein „Travertin-Paläolithikum“ aus der älteren Altsteinzeit vor. Bedeutende Fundplätze sind hier Shoktas und Koshkurgan. Der frühe Mensch selbst in Form des Neandertalers wurde mit einem Teilskelett in der Teschik-Tasch-Höhle in Usbekistan entdeckt. Es ist rund 70.000 Jahre alt.

### Antike

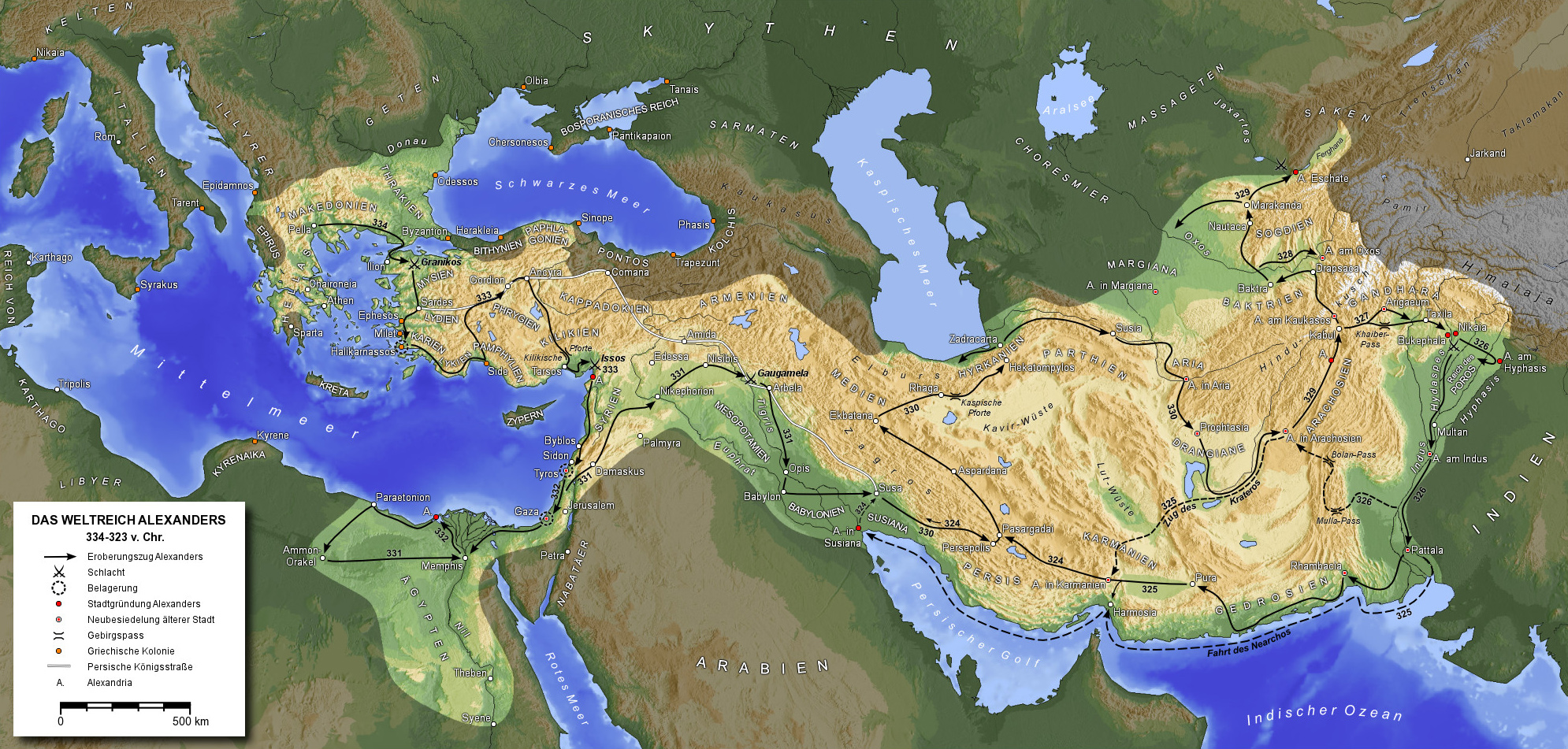
Alexanderreich, 334–323 v. Chr.

Im 5. Jahrhundert v. Chr. reichte das persische Achämenidenreich unter König Dareios I. bis nach Zentralasien, wenngleich es an der dortigen Grenze immer wieder zu Kämpfen mit nomadischen Stämmen kam. Der Makedonenkönig Alexander der Große eroberte im Verlauf des Alexanderzugs das Perserreich und errichtete bis 323 v. Chr. ein eigenes Großreich, das ebenfalls bis nach Zentralasien ins Ferghanatal reichte und vielfältige kulturelle Impulse setzte. Das Alexanderreich brach bald zusammen und die Nachfolge in Syrien, Mesopotamien und Iran trat das Seleukidenreich an. Der griechische Einfluss im Zeitalter des Hellenismus, der in Zentralasien sehr wirksam war, zeigte sich sowohl im Seleukidenreich als auch im Griechisch-Baktrischen Königreich (beide 3.–2. Jahrhundert v. Chr.). Im Zuge des Versuchs der Hellenisierung wurden neue Städte gegründet und Griechen in kleinerer Zahl angesiedelt; ein relativ gut erforschtes diesbezügliches Beispiel stellen etwa die Ausgrabungen von Ai Khanoum im heutigen nördlichen Afghanistan dar.
Im 3. Jahrhundert v. Chr. verloren die Seleukiden die Kontrolle in diesem Raum, nachdem sich das bereits erwähnte griechisch-baktrische Königreich etablierte und sich bis nach Nordindien ausbreitete (siehe auch Indo-Griechisches Königreich). Wenngleich das griechische Baktrien bald im Verlauf von Angriffen verschiedener Steppenvölker unterging, gab es in der Folgezeit einen wechselseitigen und produktiven kulturellen und wirtschaftlichen Austauschprozess.
Die Entwicklung der Seidenstraße mit ihrer Hochzeit in der Antike ab dem 2. Jahrhundert v. Chr. bis ins Mittelalter im 13. Jahrhundert n. Chr. prägte zumindest den Südteil der Region.

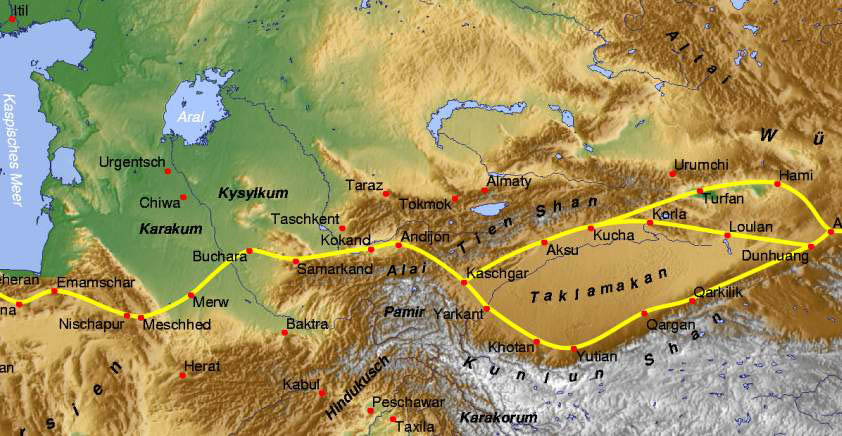
Die Seidenstraße in Zentralasien im Mittelalter

Die Seidenstraße erstreckte sich in Zentralasien von der ostiranischen Hochebene und der Stadt Merw im Westen bis zur Wüste Gobi und der Stadt Dunhuang im Osten sowie dem Abzweig Richtung Süden nach Kaschmir und Peschawar. Sie verband drei der wichtigsten asiatischen Kulturräume: Iran, Indien und das Kaiserreich China. Das Land ist gekennzeichnet durch Wüsten mit alten Oasenstädten, der Kasachensteppe im Westen und der mongolischen Steppe im Osten sowie hohen Gebirgen.
Eine Vielzahl an Völkern wirkten in dieser Zeit in Mittelasien:
- Die Saken begegneten bereits Alexander dem Großen, tauchten im 1. Jahrhundert v. Chr. in Nordindien auf und bildeten bis ins 10. Jahrhundert ein Reich im Tarimbecken.
- Die nomadischen Xiongnu errichteten in Gansu und der Mongolei im 3. Jahrhundert v. Chr. ein Reich, das sich 48 v. Chr. aufspaltete. Einige Stämme besiedelten später das Ordos-Plateau, ihre Herrschaft in der Mongolei endete 155 n. Chr.
- Die Yuezhi wanderten im 2. vorchristlichen Jahrhundert von Gansu nach Baktrien. Aus ihrem Herrschaftsgebiet ging ungefähr 100 bis 250 n. Chr. das Kuschanareich hervor, das sich vom Amudarja im Norden bis weit nach Indien hinein erstreckte. Teile des Reiches bestanden bis zum Anfang des 4. Jahrhunderts. Die Yuezhi werden meist mit den aus den antiken griechischen und lateinischen sowie spätantiken chinesischen Quellen bekannten Tocharern gleichgesetzt.

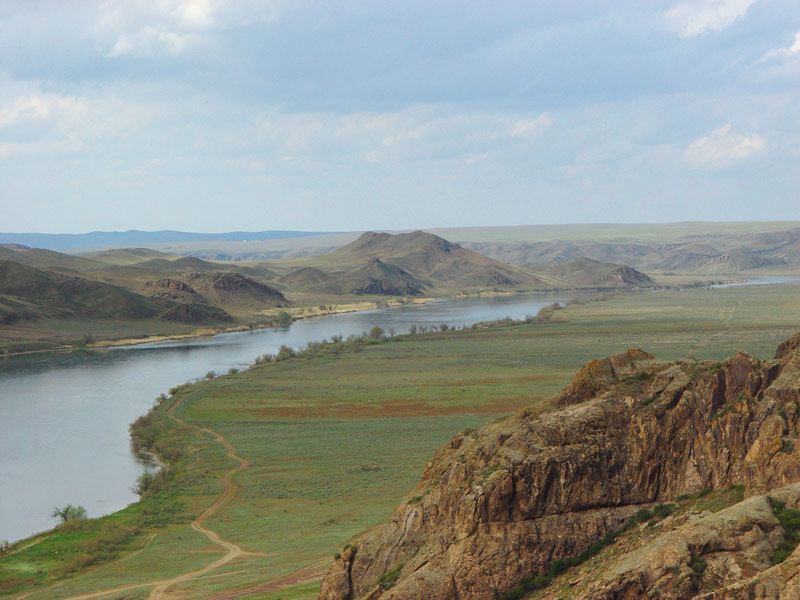
Der Fluss Ili, 2006

- Die sogenannten iranischen Hunnen, die sehr wahrscheinlich in keiner direkten Beziehung zu den Hunnen in Europa standen,[14] errichteten im 5./6. Jahrhundert eigene Herrschaften in Baktrien. Dazu gehören die Kidariten, die Alchon-Gruppe, die Nezak-Gruppe und schließlich die Hephthaliten. Bereits zuvor erschienen im 4. Jahrhundert die Chioniten, die wohl mit den Kidariten in Verbindung standen.
- Die Sogdier bildeten keinen Staat, gestalteten aber lange das kulturelle Leben in den Oasenstädten und spielten eine wichtige Rolle im wirtschaftlichen Leben der Seidenstraße. Die sogdischen Stadtstaaten gingen, wie andere Herrschaftsbildungen entlang der alten Handelswege, im Zusammenhang mit der islamischen Expansion und der turkischen Eroberung Zentralasiens unter (siehe Dēwāštič und Ghurak).
- Die nomadischen Rouran errichteten 400 n. Chr. ein Reich, das vom Tarimbecken bis weit in den Osten reichte und bis 552 n. Chr. bestand.
- Die ursprünglich nomadischen Tabgatsch wurden sesshaft, begründeten die Nördliche Wei-Dynastie und beherrschten im 5. und 6. Jahrhundert das Gebiet zwischen Nordchina, Tarimbecken bis in die mongolische Steppe

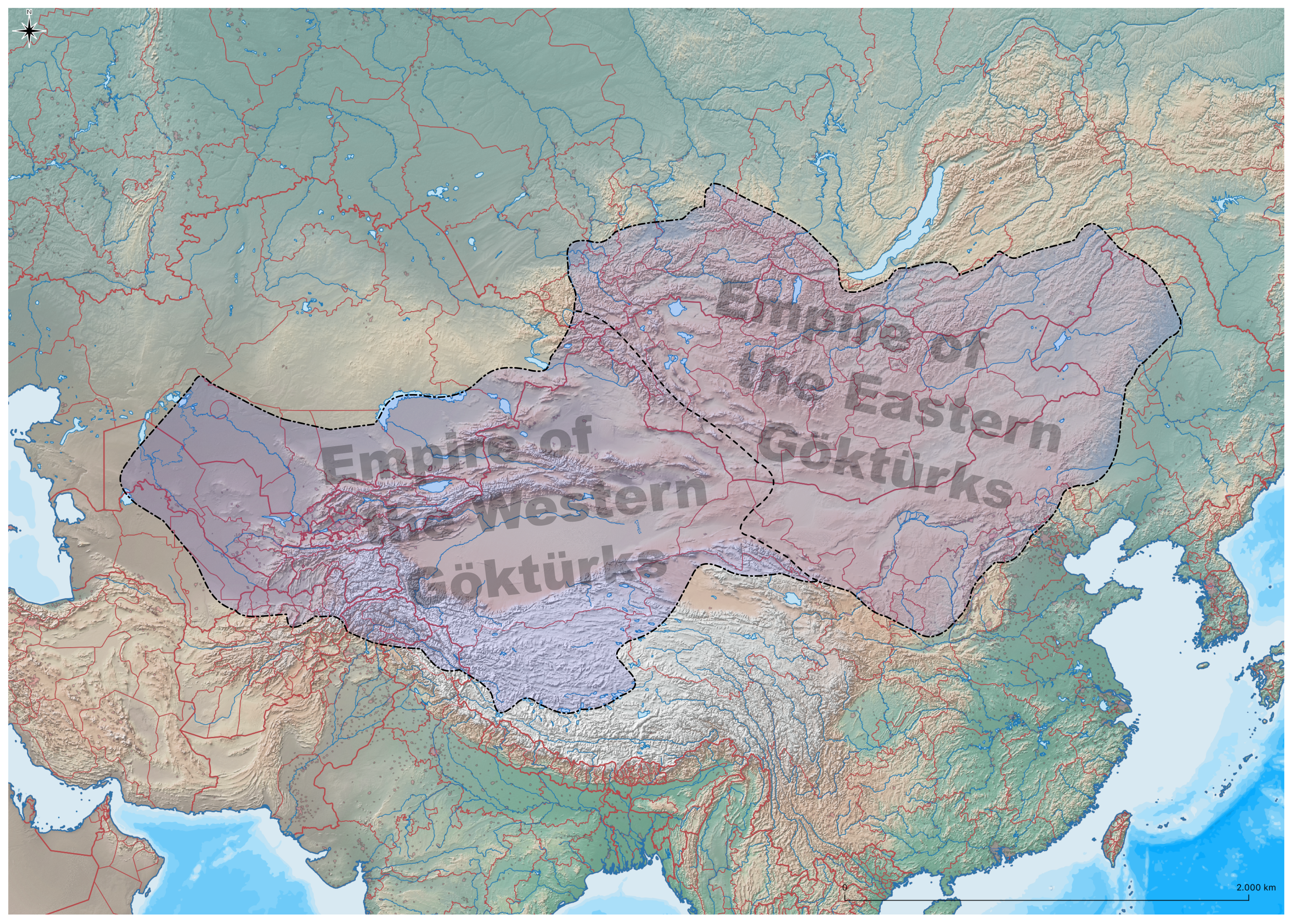
Das Erste Kaganat der Kök-Türken bei der Teilung 552.

- Die Kök-Türken gründeten 552 n. Chr. das erste Türk-Kaganat mit zwei Teilen: Das Ostreich umfasste das Gebiet der heutigen Mongolei und reichte bis zum Altai im Westen sowie bis zur Mandschurei im Osten, während das Westreich seinen Schwerpunkt im Ili-Gebiet und im Westen veränderliche Grenzen hatte – 576/77 eroberte es byzantinische Gebiete auf der Krim.[15]
- 682 folgte im östlichen Zentralasien das Zweite Türk-Kaganat, 745 das Uigurische Kaganat und 840 das Kirgisische Reich

In der Spätantike erwies sich das neupersische Sassanidenreich (3. bis 7. Jahrhundert n. Chr.) als ein wichtiger politischer Machtfaktor am westlichen Rand Zentralasiens. Zwischen Persern und verschiedenen Nomadengruppen (die zusammenfassend als iranische Hunnen bezeichnet werden) kam es immer wieder zu teils heftigen Kämpfen, bei denen die Perser nicht mehr die Grenze an der Amu-Darja -Linie halten konnten und Tocharistan (Baktrien) preisgeben mussten. Infolge der Kriege verlagerte sich das wirtschaftliche und kulturelle Zentrum der Region von Tocharistan nach Transoxanien. Die Nomadengruppen hatten vor allem ein Interesse an materiellen Gütern aus dem Sassanidenreich, das teils Tribute entrichten musste. Erst Mitte des 6. Jahrhunderts (gegen 562) vernichtete der bedeutende Sassanidenkönig Chosrau I. das Hephthalitenreich im Bündnis mit den Westtürken, die jedoch den Platz der Hephthaliten als Gegner Persiens einnahmen. Das Sassanidenreich durchlief im frühen 7. Jahrhundert jedoch eine Phase schwerer militärischer Konfrontationen mit dem Oströmischen Reich; die Perser unterlagen 628 und das geschwächte Sassanidenreich wurde kurz darauf ein Opfer der arabischen Angriffe.
Siehe auch: Zentralasien in der Spätantike.

### Islamische Expansion und beginnendes Mittelalter

Die islamische Expansion bis 750.

Im Verlauf der islamischen Expansion drangen die Araber aus dem Westen bis 712 an die Grenzen Chinas und Indiens vor. In Transoxanien eroberten sie die türkischen Reiche, verbunden mit einer langsamen Islamisierung, wobei den Arabern allerdings von verschiedenen Stämmen sowie einzelnen sogdischen Stadtstaaten hartnäckig Widerstand geleistet wurde. So widersetzten sich im heutigen Afghanistan noch bis ins 11. Jahrhunderten erst die Turk-Schahi, dann die Hindu-Shahi den muslimischen Angreifern. Der arabische Vorstoß nach West- und Zentralindien wurde durch die Niederlage von 738 gegen die Herrscher von Sindh verhindert. 751 besiegten die Araber in der Schlacht am Talas ein chinesisches Heer, da angeblich weite Teile der Truppen die Araber als Befreier ansahen und zu ihnen überliefen. Das arabische Vordringen endete hier, in den folgenden Jahren wurde der chinesische Einfluss in Zentralasien zu Gunsten des arabisch-islamischen zurückgedrängt.
Der Herrscher der Uiguren nahm 762 den manichäischen Glauben an. 846 wurde das uigurische Kaganat von den Kirgisen zerstört und die Uiguren zogen in die Oasenstädte der Seidenstraße, unter anderem ins Tarimbecken, nach Turfan und Kocho. Südlich davon entstand im 7. Jahrhundert die Tibetische Monarchie und ging im Jahr 842 unter.
Das Reich der turksprachigen Kirgisen umfasste ab 840 die Gebiete zwischen Lena, Irtysch, Baikalsee bis an den Tianshan. Bereits 924 wurden die Kirgisen von den Kitan aus der mongolischen Steppe verdrängt und zogen sich in ihr Stammgebiet zurück. In das entstandene Machtvakuum sickerten in der Folgezeit mongolische Stämme ein. Die Kirgisen unterwarfen sich 1207/8 den Mongolen, rebellierten aber kurz darauf erfolglos und ihr Name verschwand für fast zwei Jahrhunderte. Das von den Kitan gegründete Liao-Reich endete ab 1116.
Weitere Herrschaften im Westen Zentralasiens:
- Die Samaniden herrschten 819 bis 1005 in Transoxanien und Chorasan; sie unterstanden formal dem Abbasiden-Kalifat.
- Die Ghaznawiden eroberten ab 977 die saminidischen Provinzen südlich des Amudarja und herrschten bis 1186 im östlichen Teil Zentralasiens.
- Die Karachaniden eroberten ab 992 Transoxanien und einigten sich mit den Ghaznawiden 1001 auf den Amudarja als Grenze zwischen ihren Reichen.
- Neue Vormacht wurden die Seldschuken, deren Oberhoheit auch die Karachaniden anerkennen mussten, mit einer Blütezeit zwischen 1047 und 1157.
- Die Kara Kitai besiegten 1141 die mit den Karachaniden verbündeten Seldschuken.
- Das Reich der Anuschteginiden, die 1077 als Vasallen der Seldschuken begannen und bis 1219 einen großen Teil Zentralasiens erobert hatten.

### Mongolisches Reich und Nachfolgestaaten

Mongolisches Reich,
ab 1260 zerfiel das Reich in:
Gebiet der Goldenen Horde
Tschagatai-Khanat
Bereich der Ilchane
Reich der Yuan-Dynastie

Die Mongolen waren Nomadenvölker, die im 13. Jahrhundert von hochentwickelten landwirtschaftlichen und städtischen Kulturen umgeben waren, von denen jedoch keine über eine starke Zentralgewalt verfügte. Die Mongolen verbanden diese Regionen dank überlegener Kriegführung zu einer Art Staatenverband mit politischen wie wirtschaftlichen Interessen. Von 1206 bis 1260 bestand das einheitliche Mongolische Reich, das in mehrere Teilreiche zerfiel: Goldene Horde, Tschagatai-Khanat, Reich der Ilchane und das Reich der Yuan-Dynastie. 1468 kam es nochmals zu einem einheitlichen Reich.
Zwischen dem 13. und 17. Jahrhundert beherrschte das aus dem Mongolenreich hervorgegangene Tschagatai-Khanat weite Teile Zentralasiens. Der regierende Khan hatte seine Residenz in der Stadt Almaliq, dem heutigen Gulja. Khan Kebek (1318–1326) verlegte die Hauptstadt nach Qarshi in dem westlichen Reichsteil Mawarannahr. Infolge der durch seinen Nachfolger Tarmaschirin betriebenen Islamisierung kam es zu einer Rebellion, in deren Folge im östlichen Teil des Khanats in einem als Mogulistan bekannt gewordenen Gebiet ein neues Khanat gegründet wurde, während Mawarannahr unter unbedeutenden Khanen weiter zersplitterte, bis unter Timur (Tamerlan) ihre Herrschaft nur mehr nominell wurde. Auch das Khanat in Mogulistan islamisierte sich und löste sich im 15. Jahrhundert auf.
Die Dynastie der Timuriden war ein von Timur (Tamerlan) gegründetes, muslimisches Herrscherhaus, das von 1370 bis 1507 ein Reich in Zentral- und Südwestasien (im Gebiet der heutigen Staaten Afghanistan, Iran und Usbekistan) regierte. Hauptstadt war anfangs Samarkand, später auch Herat. Abkömmlinge dieser Dynastie, die ihr Herrschaftsgebiet in Zentralasien und Chorasan nicht mehr gegen die Usbeken und Safawiden behaupten konnten, dehnten im 16. Jahrhundert ihren Einfluss bis über fast ganz Indien aus und begründeten dort das Reich der Moguln, das bis in das mittlere 19. Jahrhundert bestand.
Der Historiker Jürgen Paul vermutet, dass der Handel zwischen Indien und Zentralasien in Folge dieser Eroberung ab 1526 stark gewachsen sei. Allein die Kavallerie der Timuriden und später der Nachfolgerstaaten benötigten im 17. Jahrhundert jährlich ungefähr 100.000 Pferde, die zum größten Teil aus Zentralasien geliefert wurden. Auch Früchte wurden gehandelt. Umgekehrt gelangten von Indien Baumwolle, Textilien, Farbstoffe wie Indigo und Sklaven nach Zentralasien.

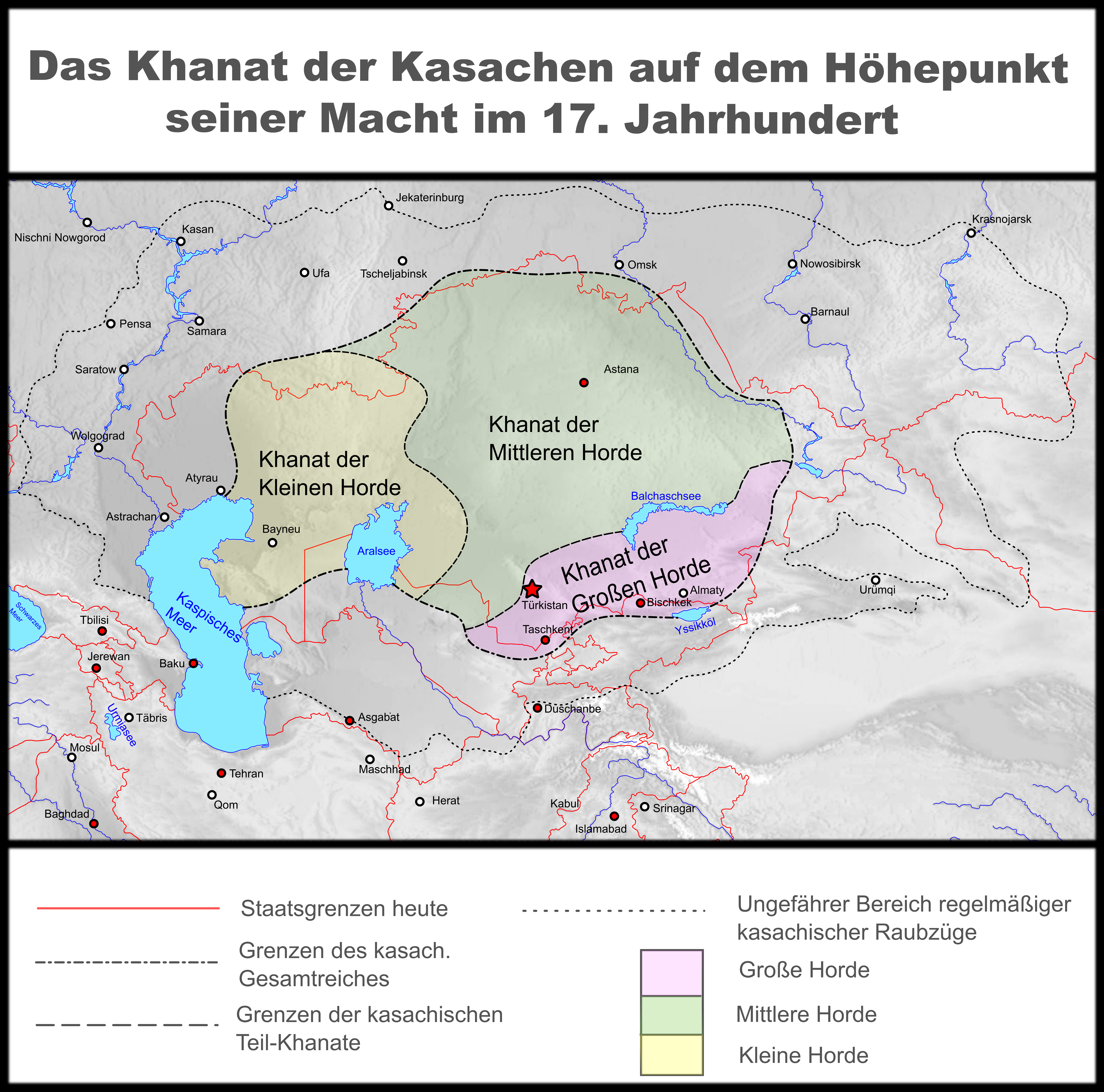
Das kasachische Khanat mit dem Gebiet
der Kleinen Horde
der Mittleren Horde
der Großen Horde

Ab dem 15. Jahrhundert bildeten sich neue Ethnien in Zentralasien heraus, die die Namen der heutigen Nationalstaaten tragen:
- die Usbeken,
- die Kasachen, die sich von den Usbeken abspalteten,
- die Kirgisen und
- die Turkmenen.

Ein weiteres Volk, das in dieser Zeit eine große Rolle spielte, waren
- die Oiraten, die als Stammeskonföderation vom 15. bis ins 18. Jahrhundert weite Teile Zentralasiens kontrollierte. Eine Untergruppe der Oiraten waren die Dsungaren, die 1638 das Dsungarische Khanat errichteten.

Die Kirgisen und die Turkmenen tragen dabei die sehr alten Namen von Völkern aus der Zeit vor dem Mongolischen Reich Dschingis Khans, mit denen sie aber nicht unkritisch gleichgesetzt werden können. Die Turkmenen teilen mit den Turkmenen genannten Stämmen, die im Gefolge der seldschukischen Eroberungen nach Vorder- und Kleinasien einwanderten und dort zu den Keimzellen der Nationen der Türken und Aserbaidschaner wurden, die Eigenschaft, dass ihre Sprache bzw. ihre Dialekte zum südwestlichen oder oghusischen Zweig der Turksprachen gehören; der genaue Zusammenhang ist aber nicht bekannt. Die Kirgisen wanderten aus dem Altai, in etwa dem früheren Gebiet der frühmittelalterlichen Jenissei-Kirgisen in ihr heutiges Gebiet ein, sprechen wie diese eine Turksprache, entsprechen aber von ihrer körperlichen Erscheinung nicht der Beschreibung, die die antiken und frühmittelalterlichen Autoren von diesen geben. Kirgisen und Turkmenen hatten bis in die sowjetische und postsowjetische Zeit keine eigenen Staatswesen, sondern waren jeweils den benachbarten Staaten nominell zugehörig, genossen aber bis zur russischen Eroberung im 19. Jahrhundert in tribalen Einheiten faktische Unabhängigkeit.
Die Usbeken hingegen traten als Gründer diverser Staaten in Erscheinung. Sie sind nach Usbek Khan, einem Khan der Goldenen Horde benannt und bildeten mehrere Stämme in der Kasachensteppe und in Westsibirien. Anfang des 15. Jahrhunderts gerieten sie unter die Herrschaft von Khanen aus der Familie der Schaibaniden, die vom 15. bis 16. Jahrhundert mehrere, zuletzt im Ergebnis erfolgreiche Versuche machten, den Timuriden Mawarannahr zu entreißen. Abu'l-Chair stieß erstmals 1451 nach Samarkand vor. Seine Zentralisierungsbemühungen stießen jedoch auf den Widerstand der Nomadenaristokratie. Nach einer Niederlage Abu’l-Chairs gegen die Oiraten, rebellierten sie. Sie besiegten 1468 Abu’l-Chair, töteten ihn und gründeten als Kasachen (Abtrünnige) ihr eigenes Khanat. Nach dem kurz danach erfolgten Tod der Söhne Abu’l-Chairs löste sich das Usbeken-Khanat auf.
Nach einem abenteuerlichen Leben als Brigant und Heerführer in fremden Diensten versammelte Muhammad Schaibani, ein Enkel Abu’l-Chairs, die verbliebenen Anhänger seiner Familie und eroberte von den Timuriden 1500 Buchara und Samarkand, nach dem Tod des Timuriden Husain Baiqara 1507 auch dessen Residenz Herat. Nach dieser Neugründung des Usbeken-Khanats in den eroberten Ländern fiel Mahammad Schaibani bei der Verteidigung seiner Eroberungen 1510 in einer Schlacht gegen den Safawiden-Schah Ismail I., der sich mit em Timuriden Babur verbündet hatte. Mit persischer Hilfe konnte Babur zwar Samarkand zurückerobern, musste es aber nach der Niederlage der persisch-timuridischen Armee 1512 in der Schlacht von Gadschdiwan wieder räumen. Unter den schaibanidischen Fürsten Mawarannahrs erlangte schließlich der Herr von Buchara, Ubaidullah 1533 die Oberherrschaft, weshalb das Reich dann als Khanat Buchara bekannt wurde. Unabhängig davon war es 1512 einem Scheibaniden aus einer anderen Linie gelungen, Choresmien von den Persern zurückzuerobern, wo das Khanat Chiwa entstand. Während die Herrschaft er Scheibaniden in Buchara 1598/99 endete und an die Dschaniden überging, lösten sich 1710 unter einer scheibanidischen Dynastie die nordöstlichen Reichsteile als Khanat Kokand davon ab. Mitte des 18. Jahrhunderts kam im Khanat Buchara der Mangit-Clan an die Macht, deren Führer, zunächst noch neben bereits entmachteten Khanen, nur mehr den Titel eines Emirs führten. Nach der Absetzung des letzten Khans wurde der Staat dann zum Emirat Buchara.

### Die Zeit ab 1700
Äußere Mächte wurden in Zentralasien bestimmend: China unter der Qing-Dynastie, das 1730 Tibet besetzte, Russland, das nach dem Erreichen des Pazifiks nun nach Süden expandierte und mit China 1689 einen ersten Grenzvertrag, den Vertrag von Nertschinsk, geschlossen hatte, und zuletzt Großbritannien, das seinen Einfluss in Indien ausbaute. Der Historiker J. Paul betrachtet das Jahr 1740 als Epochengrenze, auch weil zum einen die ersten Bitten von Steppenvölkern um Aufnahme als russische Untertanen (ab 1731) dem russischen Vordringen einen neuen Schub gaben und zum anderen die Eroberungen Nader Schahs 1740–1747 das Machtgefüge Zentralasiens veränderten: Statt eines Khanats gab es nun drei, und in Afghanistan etablierte sich die Herrschaft der Durrani; alle vier Reiche kamen ohne dschingisidische Legitimation aus.

#### Russisches Vordringen
Bereits ab dem 16. Jahrhundert hatte Russland an seinen südöstlichen Grenzen vom Kaspischen Meer bis zum Altaigebirge eine lange Linie von Kosakensiedlungen errichtet, deren Basen Orenburg, Petropawl, Omsk, Semipalatinsk (heute Semei) und Ust-Kamenogorsk (heute Öskemen) waren und die Kasachen an Einfällen in das Wolgagebiet und Westsibirien hindern sollten. Die Kasachen brachen aber häufig durch die russischen Linien und griffen Siedlungen an.

Generalgouvernement Turkestan um 1900

Im beginnenden Zeitalter des Imperialismus dehnte Russland sein Einflussgebiet auf Turkestan aus. Nach Auflösung sowohl der Kleinen Horde 1822 wie auch der Mittleren Horde 1824 wurde die kasachische Unabhängigkeit untergraben. In der Steppe wurden Grenzposten errichtet. Es folgten zunächst erfolglose Expeditionen gegen das Khanat Chiwa. In den 1840er Jahren wurden die Stützpunkte in die Steppe vorgeschoben. Russland drang in Gebiete ein, die vom Khanat Kokand beansprucht wurden, aber praktisch unverteidigt waren. 1853 wurde Kasalinsk (heute Qasaly) erreicht, ein Jahr später Alma-Ata gegründet. Durch den Krimkrieg kam es zu einer Unterbrechung des Vordringens.
1864 begannen erneute Operationen und Dschambul (heute Taras), Jassy und Tschimkent (heute Schymkent) wurden erobert. Die Russen erreichten den Fluss Tschu und umgaben die Kasachensteppe mit einem Ring von Forts. 1867 wurden die neu gewonnenen Gebiete als „Oblast Turkestan“ einem Militärgouverneur unterstellt. Danach wurde die Stadt Chudschand erobert, und als Folge erklärte sich der Khan von Kokand, Khudayar Khan, zum Vasall des Zaren. Ein neuer Feldzug gegen das Emirat von Buchara schloss sich an, 1868 nahmen die Russen Samarqand ein.

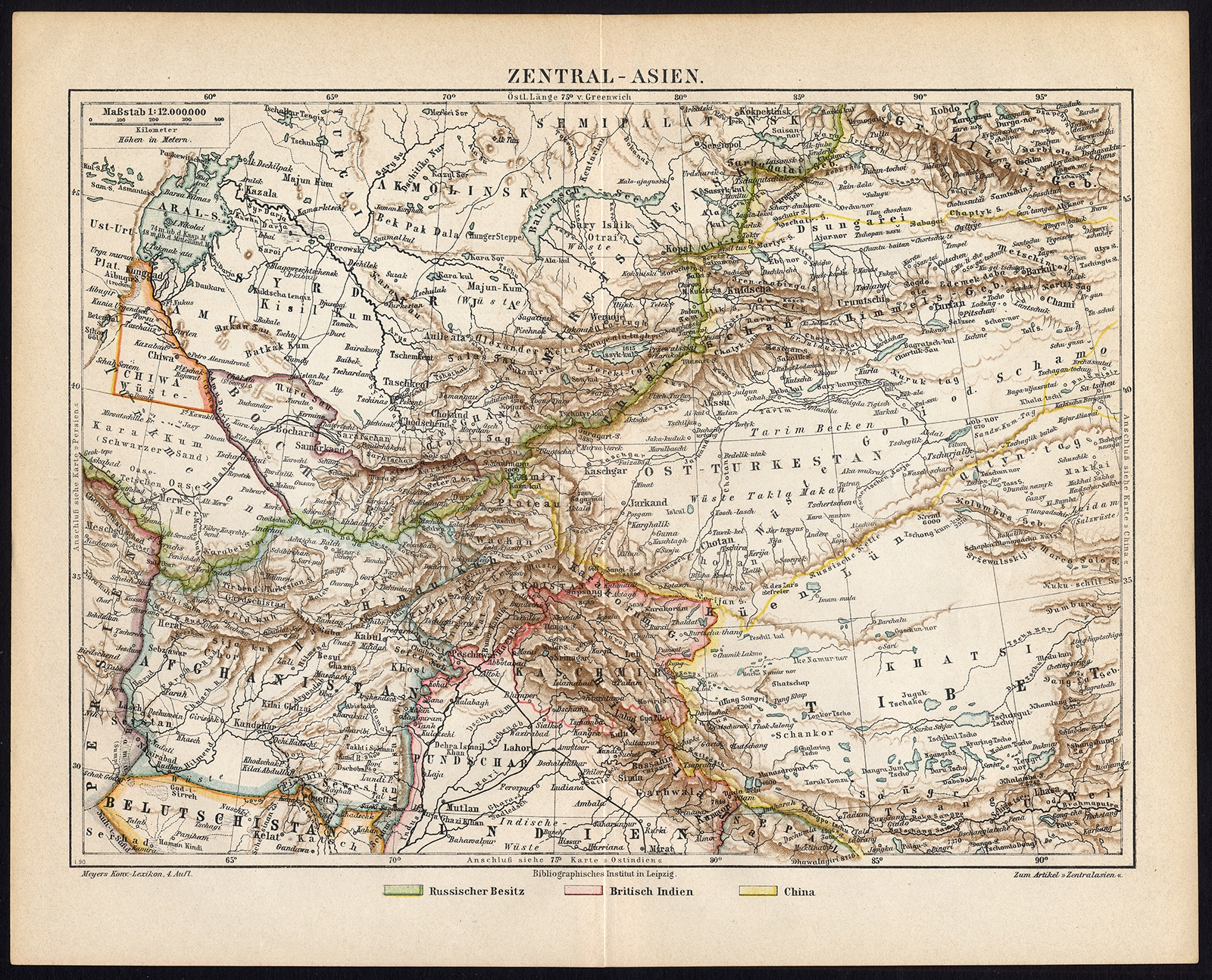
Zentralasien am Ende des 19. Jahrhunderts

Die abgetretenen Gebiete wurden in das Generalgouvernement Turkestan eingegliedert, das am 11. Juli 1867 gegründet worden war. 1873 wurde schließlich das Khanat Chiwa erobert und zum russischen Vasallenstaat gemacht. Kokand wurde nach einer Phase der Unsicherheit und nach einem erfolglosen Aufstand 1876 von General Skobelew erobert und als Oblast eingegliedert.
Auch im Gebiet südlich des Amudarja hatte Russland bereits Fuß gefasst. 1881–1885 wurde das transkaspische Gebiet im Zug eines Feldzugs annektiert, dabei kamen Aşgabat und Merw unter russische Kontrolle.

#### Afghanistan
1748 wurde in Chorasan die paschtunische Dynastie der Durrani gegründet, deren Emire als „Herrscher von Chorasan“ zu Vorläufern des heutigen Staates Afghanistan wurden. 1863 fiel Herat endgültig an Afghanistan. Die russische Expansion südwärts kam 1887 zum Stillstand, als mit dem Kontrahenten Großbritannien die afghanische Nordgrenze festgelegt wurde, die gleichzeitig die Demarkationslinie der Interessen- und Einflusssphären bildete. Großbritannien hatte 1846 Kaschmir als Protektorat erworben, konnte sich aber in zwei Kriegen 1839–1842 und 1878–1880 in Afghanistan nicht durchsetzen. Afghanistan wurde zum Pufferstaat zwischen den beiden imperialen Mächten, was 1907 im Vertrag von Sankt Petersburg bekräftigt wurde (vgl. The Great Game).

#### Sinkiang
Im Osten Zentralasiens gelang es dem chinesischen Kaiserreich der Qing-Dynastie seinen Einfluss auszubauen. Ab 1640 konnte es die Mongolen schrittweise auf seine Seite ziehen. In Feldzügen 1690–1697 bis in die nördliche Mongolei konnten die Dsungaren besiegt und die Chalcha unterworfen werden. In weiteren Feldzügen konnten auch die Dsungaren unterworfen und 1756–1759 das Tarimbecken erobert werden. Auch auf die Gebiete am Ili und die nördlich des Tienschan wurden Ansprüche erhoben. Damit war unter Kaiser Qianlong um 1757 das Gebiet von Sinkiang unter chinesischer Kontrolle.
Ab 1825/26 kam es immer wieder zu Aufständen der muslimischen Bevölkerung der Städte. Die Khane von Kokand sorgten ständig für Unruhen in den Gebieten um Yarkant und Kaschgar. 1867 rief der autokratische Warlord Jakub Bek in der Region ein islamisches Emirat aus. Dem chinesischen General Zuo Zongtang gelang es 1877 den selbsternannten Emir zu vertreiben und die Dsungarei und das Tarimbecken zur Provinz Sinkiang (chin. „Neue Grenze“) zu vereinen.
Russland eroberte 1876 Kokand und integrierte dieses Teilgebiet in das russische Turkestan. Gleichfalls zählte von 1871 bis 1881 das Ili-Gebiet zu Russland. Bis zur Xinhai-Revolution 1911 galt Sinkiang de facto als Einflusszone des Russischen Reiches, obwohl die Provinz ein Bestandteil Chinas war. Nach Gründung der Republik China (1912–1949) dominierten in der Region verschiedene Warlords, die ab 1921 von der Sowjetunion teilweise finanzielle und militärische Unterstützung erhielten.
1934 erfolgte die Sowjetische Invasion in Sinkiang. Faktisch war die Provinz anschließend bis 1942 ein sowjetisches Protektorat. Zunächst unterstützte die Sowjetunion den Warlord Sheng Shicai, danach kasachische Nationalisten, die 1944 nach sowjetischem Vorbild die Republik Ostturkestan ausriefen. Bis zur Gründung der Volksrepublik China 1949 unterhielt die Sowjetunion Militärbasen in Sinkiang, dominierte die Wirtschaft und führte militärische Expeditionen im Ili-Gebiet sowohl gegen die Nationalchinesen unter der Führung von Chiang Kai-shek als auch gegen die chinesischen Kommunisten unter der Führung von Mao Zedong durch. Erst am 17. Dezember 1949 kam Sinkiang vollständig wieder unter die Kontrolle der chinesischen Zentralregierung.

#### Mongolei

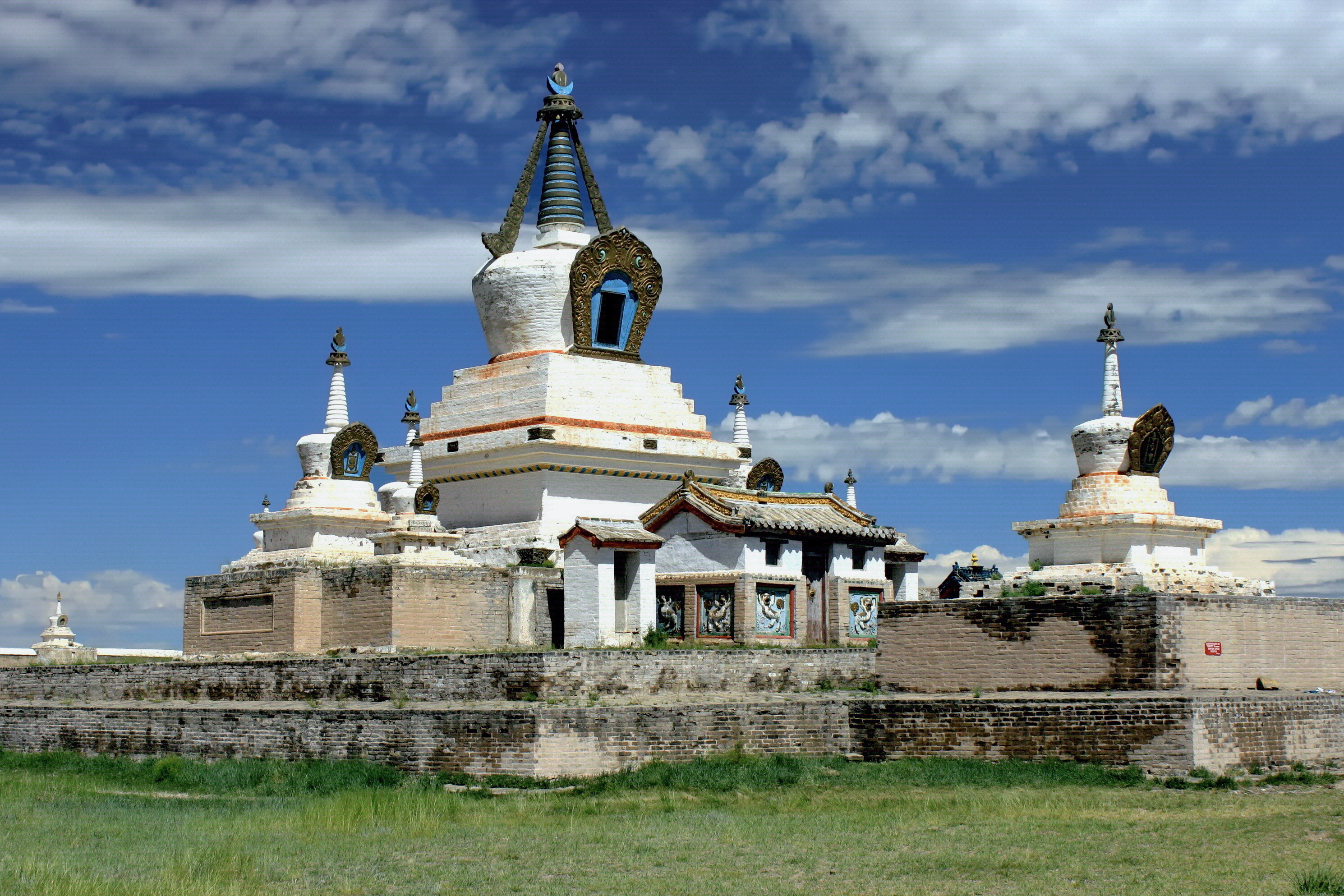
Goldene Stupa in der Klosteranlage Erdene Dsuu (Mongolei)

Nach dem Zusammenbruch der chinesischen Qing-Dynastie im Jahre 1911 erklärte sich die Äußere Mongolei mit russischer Unterstützung für unabhängig. China erkannte die Sezession nicht an und unterschrieb erst unter Androhung der militärischen Besetzung der Mongolei am 5. November 1913 ein russisch-chinesisches Abkommen, dessen Inhalt am 25. Juni 1915 durch den Vertrag von Kjachta (1915) bekräftigt wurde. In diesem verzichtete Russland auf einen Einfluss in der Inneren Mongolei, während China sich verpflichten musste, der Äußeren Mongolei weitgehende Autonomierechte einzuräumen. Nach der Oktoberrevolution nutzten die Nationalchinesen Russlands Schwäche und gliederten die Äußere Mongolei am 27. November 1919 wieder in die Republik China ein.
Zwischen 1920 und 1921 besetzten Truppen der Weißen Armee unter Führung von Roman von Ungern-Sternberg den größten Teil der Mongolei, der am 13. März 1921 in der Äußeren Mongolei einen unabhängigen Staat mit monarchischem Regime ausrief und nominell Bogd Khan als Staatsoberhaupt einsetzte. Am 3. Juli 1921 marschierte die Mongolische Revolutionäre Volksarmee, bestehend aus 260 Guerillakämpfern, nebst 10.000 russischen Soldaten der Roten Armee in die Äußere Mongolei ein und besetzte innerhalb kurzer Zeit Urga, das heutige Ulaanbaatar. Die Sowjetunion richtete daraufhin eine Marionettenregierung ein, behielt jedoch vorübergehend die Staatsform einer konstitutionellen Monarchie mit Bogd Khan als repräsentativem Oberhaupt bei. Nach dessen Tod wurde die Äußere Mongolei am 13. Juli 1924 als sowjetischer Satellitenstaat zur „Volksrepublik“ erklärt. Am 26. November 1924 erhielt die Mongolische Volksrepublik eine Verfassung, die als Ziel eine „sozialistische Transformation unter Umgehung des Kapitalismus“ festschrieb.

#### Tibet
Bis Anfang des 18. Jahrhunderts blieb Tibet ein Staatswesen im mongolischen Einflussbereich. 1717 besetzten Dsungaren die tibetische Hauptstadt Lhasa und schwächten die Macht der Mongolen. In Folge gab der mandschurische Kaiser Kangxi 1720 Befehl, nach Lhasa zu marschieren, setzte den siebten Dalai Lama Kelsang Gyatsho ins Amt und erklärte Tibet zum Protektorat. Ab 1727 nahmen die mandschurischen Kaiser direkten Einfluss auf die tibetische Regierung, ohne ihre Existenz in Frage zu stellen. Phola Tedji (1728–1747) erhielt als Herrscher Tibets vom Mandschu-Kaiser Qianlong einen königsartigen Titel und schuf eine eigene tibetische Armee mit 25.000 Soldaten. 1751 bis 1756 übernahm der siebte Dalai Lama auch die politische Regierung. Mit der Erweiterung der Machtbefugnisse eines Dalai Lama endete faktisch das mandschurische Protektorat als Herrschaftsform in Tibet und es begann das Konstrukt einer Oberhoheit, das über 160 Jahre lang bestand.
Erste Kontaktversuche der Briten mit Tibet erfolgten im Jahr 1774. Während des Great Games im 19. Jahrhundert wollte Russland einen starken diplomatischen Einfluss auf Tibet gewinnen. Die Versuche von Lord George Curzon, dem britischen Vizekönig von Indien, im Gegenzug mit diplomatischen Mitteln diesen Einfluss einzudämmen, wurden von der tibetischen Regierung ignoriert. Als Antwort auf diese als Affront betrachtete Haltung begann im November 1903 der britische Tibetfeldzug unter der Leitung von Francis Younghusband. Nach der Besetzung von Lhasa und der Flucht des 13. Dalai Lama in die Mongolei diktierten die Briten den tibetischen Vertretern und dem Amban des Qing-Kaisers im September 1904 ein Abkommen zur Öffnung der Grenze für den Handel mit Britisch-Indien. 1906 wurde dieser Vertrag von der chinesischen Regierung bestätigt.

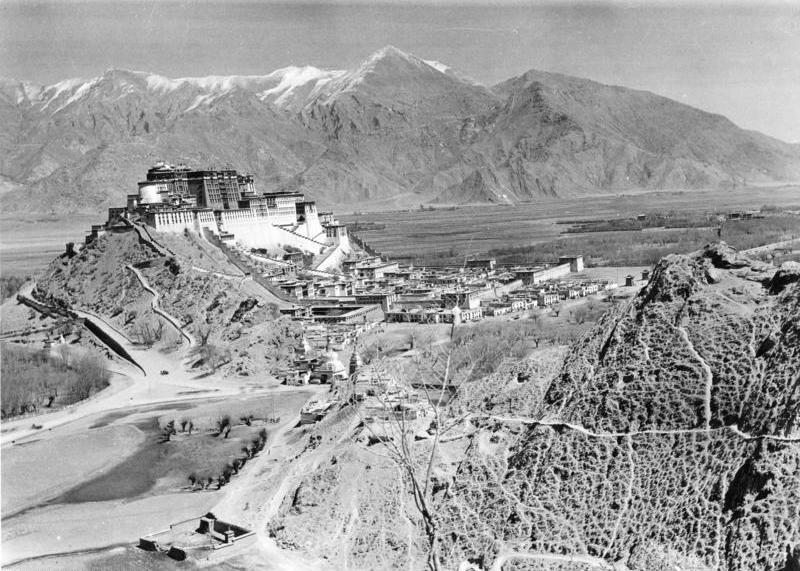
Lhasa im Jahr 1938

Im Vertrag von Sankt Petersburg von 1907 einigten sich England und Russland über ihre Interessensphären in Zentralasien und stellten die Oberhoheit Mandschu-Chinas über Tibet fest. 1910 schickten die Mandschuren eine eigene militärische Expedition, um diesen Anspruch zu festigen. Der Dalai Lama, kaum aus dem Exil heimgekehrt, floh erneut, diesmal nach Indien. Infolge der chinesischen Revolution im Oktober 1911 verließen die meisten chinesischen Truppen Tibet. Der Dalai Lama kehrte zurück und zog im Juni 1912 in Lhasa ein. Nach Vertreibung der letzten mandschu-chinesischen Truppen proklamierte der Dalai Lama am 14. Februar 1913 feierlich die staatliche Unabhängigkeit Tibets. In Tibet entwickelte sich ein nun von China unabhängiger Staat, der über vier Jahrzehnte Bestand hatte. Zur gleichen Zeit wurde ein Freundschaftsvertrag mit der Mongolei unterzeichnet. Das geschwächte China unternahm keine ernsthaften Versuche, die tibetische Unabhängigkeit abzuwehren.

### Nach dem Ersten Weltkrieg

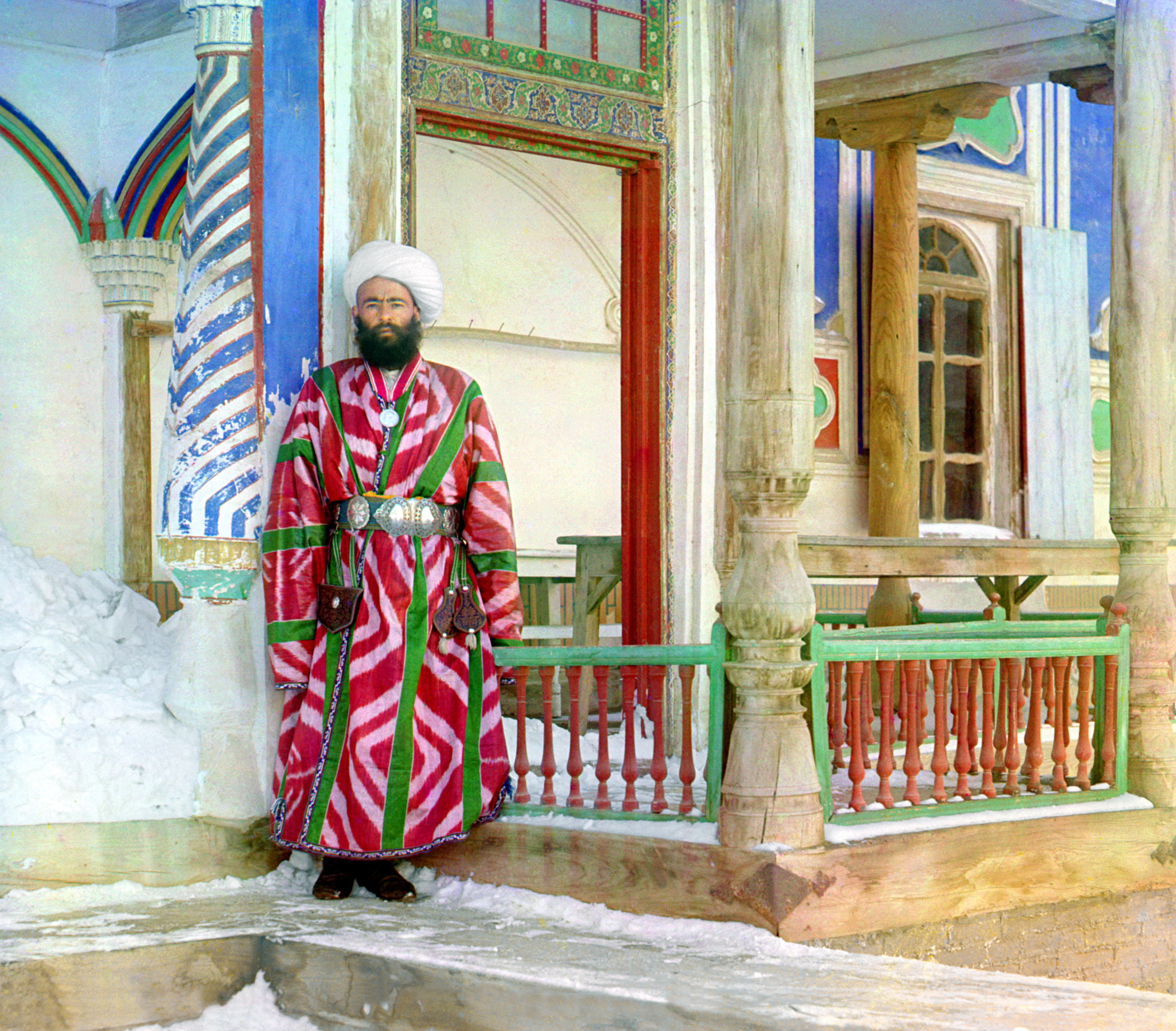
„Bürokrat“ in Buchara, ca. 1910

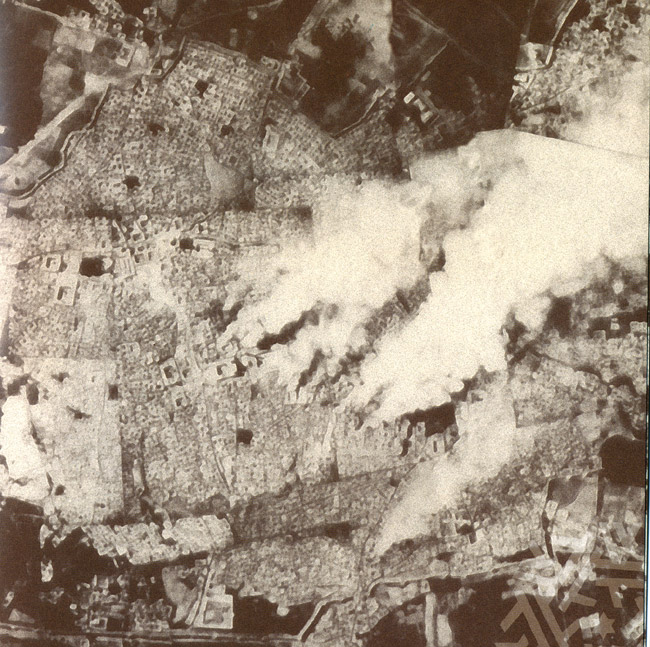
Brände in Buchara nach Angriffen der Roten Armee, 1. September 1920

In Folge der Wirren der Russischen Revolution entstanden im russischen Zentralasien ab 1917 verschiedene Staatsgebilde: 1917 bis 1920 im Norden Alasch Orda, 1917 die Kokander Autonomie und 1918 bis 1924 die Autonome Sozialistische Sowjetrepublik Turkestan.
Der gestürzte Emir von Buchara, Alim Khan, sammelte mit britischer Hilfe Kämpfer gegen die Sowjets, wurde aber von der Roten Armee Anfang 1921 nach Afghanistan abgedrängt. Ende 1921 überschritten seine Anhänger erneut die Grenze und verbündeten sich mit den Basmatschi und Enver Pascha. Enver, von Alim Khan zum Oberbefehlshaber ernannt, wollte die islamischen und turkstämmigen Völker Mittelasiens in einem eigenen Staatswesen vereinigen. Er eroberte Duschanbe und besetzte ganz Ost-Buchara (Tadschikistan), wurde aber im Sommer 1922 von den Sowjets geschlagen und fiel im Kampf.
Der Sieg der Sowjetunion in Mittelasien führte zu einer Auswanderungswelle oppositioneller, insbesondere konservativer Usbeken und Turkmenen nach Nord-Afghanistan, wo sich die Flüchtlinge in den 1920er Jahren vor allem um Masar-e Scharif ansiedelten.
Im Oktober 1920 wurde Alasch Orda Teil der (ersten) Kirgisischen Autonomen Sozialistischen Sowjetrepublik, aus der 1925/36 die Kasachische Sozialistische Sowjetrepublik hervorging.
1924/25 wurden die Sowjetrepubliken in Zentralasien nach nationalen Gesichtspunkten neu gegliedert. Im Oktober 1924 wurde die Turkestanische ASSR aufgelöst und die (zweite) Kirgisische Autonome Sozialistische Sowjetrepublik gebildet, aus der 1936 die Kirgisische Sozialistische Sowjetrepublik wurde. In den Jahren bis 1929 entstanden die Usbekische SSR, die Turkmenische SSR und die Tadschikische SSR.
Nach dem Ende des Chinesischen Bürgerkriegs 1949 dehnte China seine Vorherrschaft wieder auf Tibet und Xinjiang aus. Im Mai/Oktober 1951 wurde das „Autonome Gebiet Tibet“, im September 1955 das Uigurische Autonome Gebiet Xinjiang geschaffen.
In Afghanistan übernahm 1978 in der Saurrevolution die kommunistisch geprägte Demokratische Volkspartei Afghanistans die Macht in Kabul und versuchte mit sowjetischer Unterstützung eine gesellschaftliche Umgestaltung. Diese stieß in einigen Regionen auf militärischen Widerstand. Mit dem Einmarsch sowjetischer Truppen im Dezember 1979 entwickelte sich der Bürgerkrieg zu einem zehnjährigen Stellvertreterkrieg (→ Krieg in Afghanistan (1979–1989)) zwischen sowjetischer Besatzungsmacht und den islamischen Guerillas (Mudschahidun). 1989 zogen die sowjetischen Truppen ab; die sowjetisch gestützte Regierung unter Präsident Mohammed Nadschibullāh konnte sich bis 1992 halten.
1991 wurden die fünf zentralasiatischen Sowjetrepubliken im Verlauf der Auflösung der Sowjetunion unabhängig.

## Gegenwart

Entwicklung der Wirtschaftsleistung pro Kopf in Zentralasien ab 1973

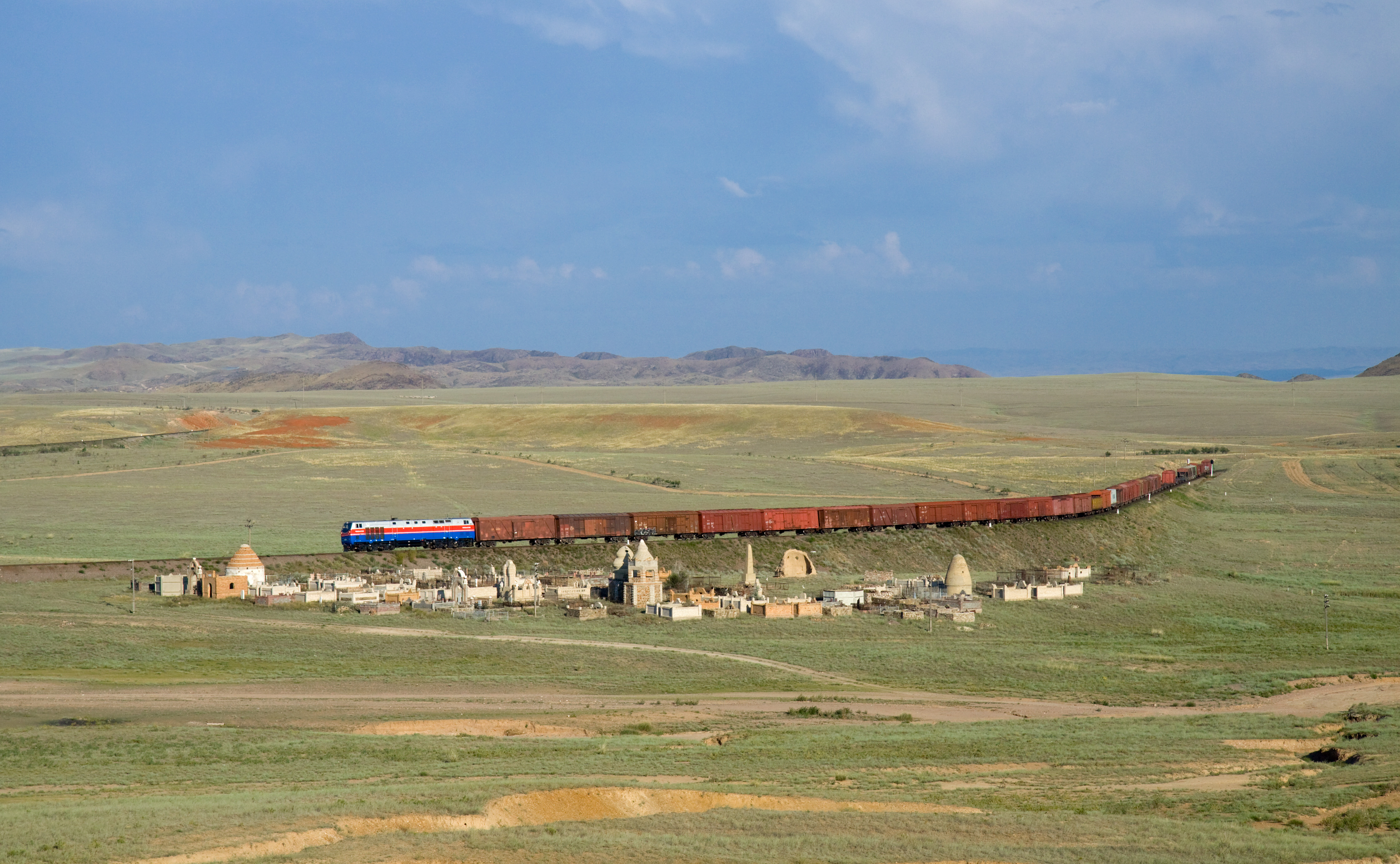
Eisenbahn mit Lokomotive TE 33A an einem Friedhof bei Scholoman, Oblus Yssykköl, Kasachstan

Mit dem Ende der Sowjetunion und dem Erstarken Chinas treten die lange am Rande liegenden Gebiete Zentralasiens wieder mehr in die öffentliche Aufmerksamkeit.
Im weiteren Sinn gehören dazu
- die westlichste Verwaltungseinheit auf Provinzebene Chinas, das Autonome Gebiet Xinjiang
- Afghanistan
- mit Kaschmir der Norden Indiens sowie die nördlichen Teile Pakistans
- Tadschikistan
- Kasachstan
- Kirgisistan
- Usbekistan
- Turkmenistan
- die (ehemalige) Provinz Chorasan im Nordosten Irans

In der Region ist, Stand Mitte der 2010er-Jahre, eine Häufung ungelöster, oft blutiger Konflikte festzustellen. Es überlagern sich ethnische Konflikte und islamistische Tendenzen sowie die Versuche Russlands, verlorenen Einfluss wiederherzustellen und die Versuche Chinas und der USA, Einfluss zu gewinnen und die Bestrebungen aller drei Großmächte, dem Islamismus entgegenzutreten.
Wichtig sind auch die Bodenschätze, wie die Öl- und Gasvorkommen im Westen Kasachstans und in Turkmenistan, sowie die Trassen für die zum Transport nötigen Pipelines. Insbesondere China plant für die Zukunft einen umfangreichen Bezug von Erdgas aus der Region.
Ende 2014 stellt sich die Lage wie folgt dar: Die USA haben ihr Engagement reduziert, Russland fehlen die Mittel für seine weitergehende Pläne und China scheint die Oberhand zu gewinnen – für Turkmenistan, Tadschikistan und Kirgisien ist China inzwischen der wichtigste Handelspartner.

## Organisationen und Initiativen in der Region
Der von Iran, Pakistan und der Türkei 1985 gegründeten Organisation für wirtschaftliche Zusammenarbeit (ECO) traten nach der Auflösung der Sowjetunion Afghanistan, Aserbaidschan, Kasachstan, Kirgisistan, Tadschikistan, Turkmenistan und Usbekistan bei.
Seit 1991 sind Kasachstan, Kirgistan, Usbekistan, Turkmenistan und Tadschikistan Mitglieder der im selben Jahr gegründeten Gemeinschaft Unabhängiger Staaten (GUS), Turkmenistan ist seit 2005 nur noch beigeordnet.
1996 wurde in Shanghai die Shanghai-Five-Gruppe (Shanghai-Fünf) gegründet; sie bestand aus der Volksrepublik China, Russland, Kasachstan, Kirgisistan und Tadschikistan. 2001 wurde daraus nach der Aufnahme Usbekistans die Shanghaier Organisation für Zusammenarbeit (SOZ), deren Ziele die Förderung von Vertrauen, Zusammenarbeit und Frieden in der Region sind.
Kasachstan, Kirgistan und Tadschikistan, nicht jedoch Turkmenistan, sind Mitglieder der 2002 gegründeten Organisation des Vertrags über kollektive Sicherheit (OVKS), zu der neben Russland weitere ehemalige Sowjetrepubliken gehören. Usbekistan ist im Jahr 2012 ausgetreten.
1999 wurde in den USA mit der „Seidenstraßenstrategie“ die US-Interessen in Zentralasien definiert.
Im Rahmen des ISAF-Einsatzes sind seit 2001 in Afghanistan zahlreiche westliche Truppen stationiert. Sie werden unter anderem über einen deutschen Luftwaffenstützpunkt in Termiz (Usbekistan) und einem französischen Luftwaffenstützpunkt in Duschanbe (Tadschikistan) versorgt.
Im Dezember 2007 wurde in Aşgabat (Turkmenistan) das „UN Regionalzentrum für Präventive Diplomatie für Zentralasien“ eingerichtet (United Nations Regional Centre for Preventive Diplomacy for Central Asia, UNRCCA). Die Einrichtung soll die Regierungen Zentralasiens bei gemeinsamen „Herausforderungen“ unterstützen; genannt werden Organisiertes Verbrechen, Drogenschmuggel, Terrorismus und Umweltschäden.
Am 22. September 2011 wurde im Rahmen der Unterstützung Afghanistans von 30 Staaten und Organisationen die Initiative „Neue Seidenstraße“ gegründet. Ihr Ziel: „Wie in Zeiten der historischen Seidenstraße soll Afghanistan zu einer regionalen Drehscheibe zwischen Zentral- und Südasien sowie dem Nahen Osten werden“.
Am 12. Juni 2012 fand in Bischkek (Kirgisien) der erste Indien-Zentralasien-Dialog statt, vom Indian Council of World Affairs (ICWA) veranstaltet. Der indische Außenminister E. Ahamed formulierte dort die indische Connect Central Asia-Politik (so viel wie: „Binde Zentralasien ein“).

## Geografie und Vegetation

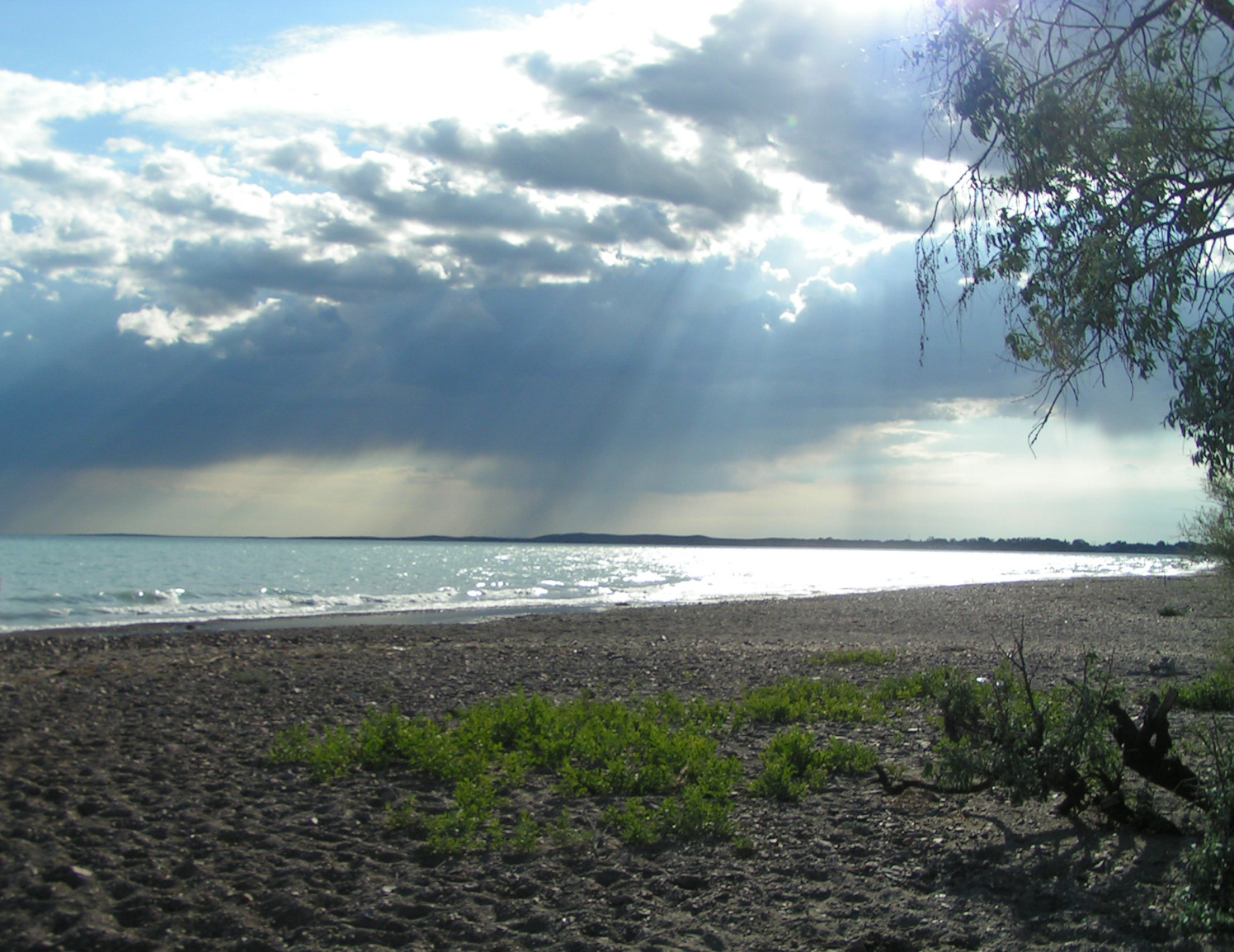
Balchaschsee

Die Vegetation ist von extrem kontinentalen und trockenen Klimaten geprägt. Im Norden Mittelasiens erstrecken sich weite, baumlose Steppen, Teile eines bis nach Osteuropa reichenden Steppengürtels, genannt Eurasische Steppe. Dazu gehören die Kasachensteppe, die Kulundasteppe und die mongolische Steppe. Eine Besonderheit des östlichen Steppenraums ist, dass hier die zur Viehzucht geeigneten Gebiete an die durch Ackerbau geprägten Gebiete Chinas angrenzen. Im Westen hingegen bildet die Steppe einen Saum am südlichen Rand der borealen und nemoralen Waldgebiete, der nach Süden immer wüstenhafter wird.
Dort finden sich große Wüsten: Karakum, Kysylkum, Taklamakan und Gobi, die nur durch einzelne von Ackerbau geprägte Oasen unterbrochen sind und nur ausnahmsweise zur Viehzucht geeignete Graslandschaften aufweisen. Dieser Raum ist historisch oft durch Auseinandersetzungen zwischen nomadischen Viehzüchtern und sesshaften Oasenbewohnern um Nutzung des verfügbaren Landes geprägt.
Im Südosten erheben sich an und jenseits der Grenzen der Region große Gebirge: Tian Shan, Alaigebirge, Altai und Pamir. Weite Teile der Fläche sind für eine landwirtschaftliche Nutzung zu trocken oder zu felsig. Ein Großteil der Bevölkerung lebt von Viehzucht, überwiegend als Nomaden. In den städtischen Zentren konzentriert sich die Industrie.
Wichtige Flüsse sind Amudarja, Syrdarja, Serafschan, Harirud, Murgab, Ili und der Tarim. Große Gewässer sind der Aralsee und der Balchaschsee, beide verloren an Größe, weil ihren Zuflüssen zu viel Wasser für künstliche Bewässerung entnommen wurde. Die Flussoasen sind durch Ackerbau und Sonderkulturen geprägt, zu erwähnen sind insbesondere die Baumwollplantagen Usbekistans. Das Kaspische Meer bildet die Grenze der Region nach Westen.

## Bevölkerung

Ethnische Karte Zentralasiens

Der westliche und zentrale Teil ist hauptsächlich von Turkvölkern bewohnt und kulturell vom Islam beeinflusst. Dazu zählen die Kasachen im Norden, die Kirgisen im Südosten, die Usbeken im Süden, die Turkmenen im Südwesten und die am Aralsee lebende Minderheit der Karakalpaken. Im Südosten leben die Tadschiken, ein iranisches Volk, zum großen Teil auch islamisch. Im Norden, insbesondere an der Grenze zu Russland, leben viele mehrheitlich christlich-orthodoxe Russen und Ukrainer. Weitere Minderheiten bilden Tataren und Deutsche (insbesondere Kirgisistandeutsche und Kasachstandeutsche).
Das dünner besiedelte Sinkiang ist ebenfalls hauptsächlich von Turkvölkern (insbesondere den Uiguren) bewohnt und vom Islam geprägt. Die anderen Gebiete werden von Tibetern und Mongolen bewohnt und sind vom lamaistischen Buddhismus geprägt. In neuerer Zeit wächst in den zu China gehörenden Gebieten durch Zuwanderung der Anteil der Chinesen.
Historisch betrachtet lebten in der Region Völker, die die Steppe bewirtschaften konnten und eine eher nomadische Lebensweise pflegten, sowie Städter, die durch Handel und Handwerk den Oasen ihr Gepräge gaben.
In den Städten beherrschte bis ins 19. Jahrhundert als lingua franca das Persische das Marktgeschehen und das Handwerk, während in den Steppenregionen türkische und mongolische Idiome gesprochen wurden.
Durch die lange währende Zugehörigkeit Zentralasiens zum Russischen Reich und später zur Sowjetunion hat die Russische Sprache heute das Persische als lingua franca in der Region abgelöst. Über ganz Zentralasien verteilt wohnen heute auch mehrere Millionen Russen und Angehörige anderer Völker der ehemaligen Sowjetunion.